# Linówko (przystanek kolejowy)
Linówko – nieczynny przystanek stargardzkiej kolei wąskotorowej w Linówku, w województwie zachodniopomorskim, w Polsce. Przystanek został zamknięty 1 czerwca 1996 roku.